# Chinese Rocks
Singles de Johnny Thunders and the Heartbreakers
One Track Mind
(1977)
Pistes de L.A.M.F.
It's Not Enough
(4) Get Off The Phone
(6)
Pistes de End of the Century
Danny Says
(3) The Return of Jackie and Judy
(5)
Chinese Rocks ou Chinese Rock est une chanson écrite en 1975 par le musicien punk rock new-yorkais Dee Dee Ramone avec la contribution de Richard Hell. Inspirée par Heroin du Velvet Underground, la chanson détaille ouvertement les luttes quotidiennes d'un héroïnomane et est basée sur les expériences réelles de Dee Dee.
La paternité du morceau est fortement contestée. Richard Hell affirme à plusieurs reprises qu'il en est l'auteur majeur, bien qu'il soit généralement accepté qu'il est principalement l'œuvre de Dee Dee Ramone. La chanson est enregistrée pour la première fois en 1977 par le groupe The Heartbreakers, dont Hell avait fait partie, et plus tard par le groupe de Dee Dee, les Ramones. La version enregistrée par les Ramones, tout comme la version initialement interprétée dans leurs concerts, remplace le vers « is Dee Dee home? » par « is Arty home? », bien que la version précédente soit parfois utilisée après le départ Dee Dee. Lors des performances live, les Heartbreakers, mais pas les Ramones, substituent parfois des références sexuelles à certaines des mentions de « Chinese rocks ».

## Composition
Dans Please Kill Me: The Uncensored Oral History of Punk, Dee Dee Ramone déclare : « La raison pour laquelle j'ai écrit cette chanson était par dépit envers Richard Hell, parce qu'il m'a dit qu'il allait écrire une chanson meilleure que Heroin de Lou Reed, alors je suis rentré chez moi et j'ai écrit Chinese Rocks. Je l'ai écrite moi-même, dans l'appartement de Debbie Harry sur First Avenue et First Street ».
Selon Dee Dee, la chanson parle de « Jerry Nolan des Heartbreakers qui m'appelait pour venir et aller acheter de la drogue », dont une forme était connue à l'époque sous le nom de "Chinese Rocks". « La phrase My girlfriend's crying in the shower stall (« Ma copine pleure dans la cabine de douche ») faisait référence à Connie et la douche était située dans le loft d'Arturo Vega », où Dee Dee, sa petite amie Connie et Joey Ramone vivaient tous à un moment donné.
Dee Dee souhaite enregistrer la chanson avec les Ramones, mais Johnny Ramone y oppose son veto, la considérant trop manifestement liée à la drogue. Dee Dee la propose ensuite à Richard Hell, alors membre des Heartbreakers de Johnny Thunders. « Dee Dee m'a appelé un jour et m'a dit : "J'ai écrit une chanson que les Ramones ne feront pas" », se souvient Hell. « Il a dit : "Ce n'est pas fini. Et si je venais te le montrer et nous pourrons la terminer si tu l'aimes ?" ».
Selon Hell, « ce qui s'est passé est très clair, et les crédits d'écriture peuvent tous être vérifiés chez BMI. La chanson est de moi et Dee Dee, mais Dee Dee en a fait 75%. Je veux dire, tout ce que j'ai fait, c'est écrire deux couplets sur trois. Dee Dee a écrit la musique, le concept était le sien. Il en est essentiellement responsable. Mais il m'a apporté la chanson ; il ne connaissait même pas Johnny [Thunders] et Jerry [Nolan], mais nous étions amis et il pensait que le groupe était génial. Et quand les Ramones n'ont pas voulu faire la chanson, il a dit : "Ecoute, j'ai écrit un couplet de cette chanson avec le refrain et il parle d'héroïne, et si tu écrivais le reste et c'est à toi ?" » Et c'est ce qu'il a fait ». Dee Dee rappelle également : « Richard Hell a mis cette ligne, alors je lui ai donné un certain crédit ».

## The Heartbreakers
Il existe des souvenirs différents quant à la façon dont la chanson entre au répertoire des Heartbreakers. Richard Hell déclare : « Je l'ai apporté à la répétition suivante, exactement comme l'ont fait les Heartbreakers pendant toutes ces années. Je la chanterais parce que c'était une chanson que j'avais apportée ». Dee Dee, d'autre part, écrit dans ses mémoires : « Alors que Jerry était chez moi un jour, nous avons consommé de la drogue et, ensuite, je lui ai joué ma chanson, et il l'a emmenée avec lui à une répétition des Heartbreakers ».
Dans tous les cas, elle devient l’une des chansons les plus populaires du groupe. Comme le dit Hell : « Après avoir quitté les Heartbreakers, ils ont continué à jouer Chinese Rocks et ont fini par l'enregistrer » pour le premier album du groupe, L.A.M.F., en 1977. « Et ils tous ont mis leurs noms dessus, même si rien n'avait changé dans la chanson – ils y ont juste ajouté leurs noms. Johnny Thunders… n'avait rien à voir du tout avec Chinese Rocks ».
Tous les pressages vinyles de L.A.M.F. créditent effectivement Thunders et Nolan comme auteurs-compositeurs en plus de Ramone et Hell. Ce n'est qu'après la mort de Thunders et de Nolan que le crédit est modifié. Cependant, les rééditions CD de 1994 et 2002 de L.A.M.F. désignent les trois Ramones en tant qu'auteurs, c'est-à-dire Joey, Johnny et Dee Dee, mais sans mentionner Hell.
« Les crédits sont faux », écrit Dee Dee en 1997. « Johnny Thunders m'a suivi pendant quatorze ans, essayant de faire croire qu'il avait écrit la chanson. Quelle manœuvre de ces gars-là ! ». Les bases de données en ligne pour ASCAP et BMI, cependant, attribuent bet et bien la chanson à Dee Dee Ramone et Richard Hell. Dans les performances live de la chanson par les Heartbreakers, Thunders change souvent le texte original pour des paroles plus explicites.
Les Heartbreakers interprètent la chanson dès leur concert du 16 novembre 1975 au Mothers, un bar gay proche de l'Hôtel Chelsea à New York, alors que Hell est encore membre du groupe (comme en témoigne le CD Live at Mothers de 1991). Elle fait partie de leurs premières démos enregistrées à Yonkers au SBS Studios le 23 janvier 1976. Et c'est, avec Born to Lose, l'un des deux premiers titres enregistrés à Londres au Ramport Studios en mars 1977 pour une parution en single le 20 mai, avant la sortie de l'album L.A.M.F. en octobre.
Chinese Rocks finira par devenir l'hymne des Heartbreakers.

## The Ramones
Sur l'enregistrement original des Ramones pour leur album de 1980 End of the Century, la chanson est créditée à « D.D.Ramone/R.Hell ». Mais elle apparaît sur les éditions ultérieures de End of the Century (re-pressages vinyles et sorties CD) créditée aux Ramones dans leur ensemble, sans aucune mention de Hell. La version des Ramones s'appelle Chinese Rock, sans le « s » de fin. Autre légère différence lyrique entre les versions : les paroles des Heartbreakers commencent par « Somebody called me on the phone/They said hey, is Dee Dee home? », tandis que les Ramones remplacent « Dee Dee » par « Arty », une référence apparente. à Arturo Vega, dans le loft duquel se déroule la chanson. Vega est un ami de longue date du groupe et le concepteur du logo « sceau présidentiel » des Ramones. Cependant, après que Dee Dee ait quitté le groupe, Joey Ramone chante parfois « Dee Dee » au lieu de « Arty » (comme sur le CD live des Ramones en 1991, Loco Live).
Dee Dee Ramone déclare dans des interviews qu'il se sent fier de la chanson, car c'est l'un de ses morceaux les plus connus, mais que la chanson est devenue une « emmerdeuse » pour lui alors qu'il essaye à plusieurs reprises de se purifier et qu'il est considéré par de nombreux fans, à tort, comme un « gourou de l'héroïne » promouvant la consommation de drogues plutôt que de simplement la documenter.
Les Ramones l'interprètent tellement vite, selon Walter Lure, qu'il faudrait plutôt l'appeler « Chinese speed rocks ».

## Reprises notables
La chanson est également enregistrée par d'autres artistes dont :
- 1979 : Sid Vicious sur l'album posthume Sid Sings ;
- 1994 : Violent Femmes en face B du single Machine ;
- 1996 : The Bollock Brothers sur leur album Blood, Sweat and Beers ;
- 2011 : Shonen Knife sur l'album Osaka Ramones (a Tribute to the Ramones) ;
- 2015 : Of Montreal en single ;
- 2017 : Clem Burke, Tommy Stinson, Walter Lure et Wayne Kramer sur L.A.M.F. Live at the Bowery Electric.